# Heterodactylus
Heterodactylus es un género de lagartos de la familia Gymnophthalmidae. Son endémicos de Brasil. 

## Especies
Se reconocen a las siguientes especies:
- Heterodactylus imbricatus Spix, 1825
- Heterodactylus lundii Reinhardt & Lütken, 1862
- Heterodactylus septentrionalis Rodrigues, De Freitas & Silva, 2009